# Martialis heureka
Martialis heureka (conocida como la hormiga de Marte debido a sus inusuales características y por su sorprendente descubrimiento) es una especie de hormiga descubierta en la selva amazónica cerca de Manaus, Brasil. Dos  especímenes fueron descubiertos primero por Manfred Verhaagh del Staatliches Museum für Naturkunde en Karlsruhe (Alemania) en 1998, pero fueron disecadas y rotas antes de ser examinadas, por lo que no fue posible su verificación como una nueva especie. No fue hasta que un nuevo espécimen fuera descubierto en el 2003 por Christian Rabeling, un estudiante graduado de la Universidad de Texas, que el hallazgo salió a la luz. 

## Nombre
Si bien el nombre del género se refiere al planeta Marte, aludiendo a las características extrañas que parecen venir de la nada, el nombre de la especie proviene del griego antiguo ηὕρηκα ("Lo encontré"), haciéndose eco de la famosa exclamación de Arquímedes.

## Descripción
Conocida solo por estos tres especímenes, esta especie se clasifica en un género monotípico y una nueva subfamilia  (Martialinae) que es cladísticamente hermana a todas las demás hormigas vivientes y es la primera subfamilia de hormigas descubierta desde 1923. 
Estas hormigas no poseen ojos, son de color pálido, subterráneas y predadoras. Esto no significa que los ancestros de todas las hormigas fueran ciegas y subterráneas, sino que estas características evolucionaron tempranamente en la historia de las hormigas y han persistido a lo largo del tiempo en un ambiente estable como es el suelo de la selva lluviosa. Poseen mandíbulas inusualmente alargadas y muestran características claramente primitivas. Al igual que todas las hormigas basales (primitivas), esta especie posee un aguijón.

### Importancia
La importancia de esta especie está en que su linaje parece ser particularmente antiguo y que probablemente sea la última especie superviviente de un linaje que divergió de las otras hormigas tempranamente en la evolución de este grupo. Muestras genéticas obtenidas de una pata del espécimen parecen ubicar la aparición de esta especie en aproximadamente 50 millones de años atrás, y la aparición de su linaje solo un tiempo después de que las hormigas divergieron de las avispas, casi 120 millones de años atrás.
Aunque se creía originalmente que las primeras hormigas vivían en la superficie como las avispas, una visión moderna propone que las hormigas aparecieron en la superficie 125 millones de años atrás, siguiendo la evolución de las plantas con flores.